# 1967 في جامايكا
فيما يلي قوائم الأحداث التي وقعت خلال عام 1967 في جامايكا.

## سياسة

### تعيين في المنصب
- 1 يناير – هيو شيرر حزب العمال الجامايكي، وزير الخارجية والتجارة الخارجية ‏،رئيس وزراء جامايكا [الإنجليزية]‏.

### انتهاء فترة المنصب
- 23 فبراير – ألكسندر بوستامانتي رئيس وزراء جامايكا [الإنجليزية]‏.

## مواليد

### مايو
- 24 مايو – دي هافي[1]

### أغسطس
- 2 أغسطس – مارك تومسون[2]
- 23 أغسطس – سيديلا مارلي[3]

### نوفمبر
- 22 نوفمبر – ستيف غوردون لاعب كركيت جامايكي.

### ديسمبر
- 16 ديسمبر – دونوفان بيلي[4]
- 17 ديسمبر – نادين سبنسر
- 23 ديسمبر – أوتيس غرانت ملاكم كندي.
- 30 ديسمبر – سايمور فاغان منافِس أوليمبي جامايكي.[5]

## وفيات

### نوفمبر
- 23 نوفمبر – فرانك مارتن (مواليد 1893)[6]